# تشو جاي-جونغ
تشو جاي-جونغ (هانغل: 조재용) هو لاعب كرة قدم كوري جنوبي في مركز الدفاع، ولد في 21 أبريل 1984 في كوريا الجنوبية. لعب مع نادي جيونجنام ‏.

## وصلات خارجية
- تشو جاي-جونغ على موقع دوري كوريا الجنوبية (الإنجليزية)
- تشو جاي-جونغ على موقع قاعدة بيانات كرة القدم.إي يو (الإنجليزية)
- تشو جاي-جونغ على موقع Soccerway.com (الإنجليزية)